# José Manuel Lorca Planes
José Manuel Lorca Planes (Murcia, 18 de octubre de 1949), es un obispo español que está al frente de la diócesis de Cartagena (desde 2009).

## Biografía

### Formación
José Manuel nació en el barrio  murciano de Espinardo, el 18 de octubre de 1949, en el seno de una familia humilde. Con los escasos recursos económicos de su padre que era obrero, José Manuel tuvo que trabajar en la recogida de la fruta en verano, para poder pagarse sus estudios. Cursó los estudios eclesiásticos en el Seminario Menor de San José, y posteriormente los continuó en Granada, hasta que a partir del curso 1987-88 regresó a Murcia al restaurarse el Seminario Mayor San Fulgencio.Es licenciado en Teología Bíblica por la Facultad de Teología de Granada.

### Sacerdocio
Recibió la ordenación sacerdotal el 29 de junio de 1975, en la parroquia de San Pedro Apóstol de Espinardo (Murcia).Como sacerdote, tres han sido criterios que lo han sostenido en su servicio pastoral: La formación teológica recibida en el seminario, a través de la cual descubrió que su servicio estaba dirigido a la comunidad; la escucha atenta de las necesidades de sus feligreses para ayudarles eficazmente, acercándoles a Dios; y finalmente su trato con Dios en la oración. Citando a san Agustín, ha tenido presente que «el sacerdote es un llamado a ser pastor, según el estilo de Jesucristo. Parte siempre de la conciencia de que el único Pastor es él y nosotros participamos de su misión».
Durante su ministerio sacerdotal ha ocupado los cargos de:
- Coadjutor de la parroquia de “Santiago el Mayor” de Totana (1975 a 1980).
- Secretario de monseñor Javier Azagra Labiano, entonces obispo de Cartagena.
- Consiliario diocesano del Movimiento Junior de Acción Católica (1980-1985).
- Rector del Seminario Mayor y Menor de Cartagena (1984-1989).
- Vicario episcopal de la zona pastoral de Lorca y párroco de “San Mateo” de Lorca (1989-1999).
- Párroco de “San Nicolás de Bari y Santa Catalina” (1999-2002).
- Vicario general de Cartagena (1999-2004).
- Párroco de “San Miguel Arcángel”.

Además, fue profesor de religión en las escuelas públicas; docente de “Orígenes del cristianismo” en el Centro de Estudios Teológicos “San Fulgencio” de Murcia; profesor de Introducción a la Sagrada Escritura, Historia de Israel, Cristología y Eclesiología en el Instituto Superior de Ciencias Religiosas a distancia “San Agustín”, y director y fundador de la Escuela de Teología de Lorca.

## Episcopado

### Obispo de Teruel y Albarracín
El 15 de enero de 2004 se hacía público su nombramiento como obispo de Teruel y Albarracín. Recibió la ordenación episcopal en Teruel el 6 de marzo de 2004 por el nuncio apostólico monseñor Manuel Monteiro de Castro.

### Obispo de Cartagena
Nombrado obispo de Cartagena el 18 de julio de 2009, tomó posesión el 1 de agosto de ese mismo año y permaneció como administrador apostólico de la diócesis de Teruel y Albarracín hasta septiembre de 2010.
En la Conferencia Episcopal Española ha sido miembro de la Comisión Episcopal de Seminarios y Universidades (2005-2014) y de la Comisión de Pastoral (2011-2014).
Desde marzo de 2014 pertenece a la Comisión Episcopal de Medios de Comunicación Social. Es presidente de dicha comisión episcopal desde marzo de 2021.
Durante su gobierno al frente de la diócesis, tuvo lugar la remodelación de la fachada de la Catedral de Murcia.

#### Controversia
Durante la tercera ola de la pandemia de COVID-19 en España (enero de 2021), el obispo fue vacunado contra dicha enfermedad haciéndose pasar por capellán de una residencia de ancianos para saltarse su turno de vacunación. Lo acompañaban su secretario personal, el arzobispo emérito de Burgos Francisco Gil Hellín y el canónigo de la catedral, quienes también recibieron la vacuna pues todos ellos figuraban inscritos como personal de la residencia Hogar de Betania. Los hechos trascendieron a la opinión pública gracias a la denuncia anónima de una trabajadora, aunque la Fiscalía Superior de Murcia archivó la investigación al considerar que «saltarse el orden en el proceso de vacunación puede suponer reproche político, social o ético, pero no penal».

#### Año Jubilar en Caravaca de la Cruz
Con motivo del Año Jubilar en 2024, celebrado por cuarta vez en el municipio murciano de Caravaca de la Cruz, José Manuel Lorca y Fernando López Miras, presidente de la Comunidad Autónoma de la Región de Murcia fueron recibidos por el papa Francisco (marzo de 2023).
El 18 de octubre de 2024, al cumplir los 75 años, de los que ha estado quince años en la diócesis murciana, Lorca Planes presentó su renuncia al Papa, cumpliendo con lo establecido en el Código de Derecho Canónico.

## Distinciones
- Insignia de Oro Fulgentina (2024) otorgada por el Instituto Teológico San Fulgencio, el Instituto Superior de Ciencias Religiosas San Fulgencio y la extensión de Murcia del Instituto Superior de Ciencias Religiosas a Distancia (Universidad Eclesiástica San Dámaso), en reconocimiento a su L aniversario de su ordenación sacerdotal y su XX aniversario de su ordenación episcopal.[2]
- Mayordomo de Honor del Paso Blanco de Lorca (2024), otorgado por la Cofradía del paso blanco, por "la estrecha relación que siempre ha tenido con Lorca y el cariño que profesa a nuestra ciudad y su Semana Santa".[14]
- Hijo predilecto de la Región de Murcia (2022), otorgada por el Gobierno regional murciano, al ser el primer obispo de la Diócesis nacido en la Región de Murcia.[15]
- La revista Scripta Fulgentina, órgano de difusión del Insituto san Fulgencio de Murcia, dedicó un número extraordinario (nº 68, 2024) a Don José Manuel Lorca Planes, con motivo de sus veinte años de ordenación episcopal y cincuenta de ordenación presbiteral.[16] El número extraordinario recoge numerosos artículos y estudios, ofreciendo una amplia visión del ministerio sacerdotal y episcopal de Lorca Planes. Destaca en el volumen su Oratio Solemnis, pronunciada en la inauguración del curso académico 2024-2025, en la que relata su vida, vocación y ministerio. También se incluye una amplia bibliografía, un boletín fotográfico, entro otros artículos.[17]